# SAIA-Burgess
Pour les articles homonymes, voir Burgess.
 (juillet 2019).
Si vous disposez d'ouvrages ou d'articles de référence ou si vous connaissez des sites web de qualité traitant du thème abordé ici, merci de compléter l'article en donnant les références utiles à sa vérifiabilité et en les liant à la section « Notes et références ».
SAIA-Burgess est une entreprise suisse spécialisée dans la fabrication de moteurs électriques, de contacteurs et d'automates de contrôle.

## Histoire
- 1920, fondation de Saia (Société Anonyme des Interrupteurs Automatiques) à Berne (Suisse)
- 1936, Saia est rachetée par Landis+Gyr
- 1939, transfert à Morat (Suisse)
- 1978, lancement de la première gamme d'automates industriels Saia PCA0
- 1986, Saia est vendu à Burgess Ltd. fabricant britannique de micro rupteurs. Burgess est à son tour racheté par des investisseurs anglais.
- 1987, lancement de la gamme d'automates Saia PCD
- 1996, MBO de Saia-Burgess Electronics
- 1998, entrée en bourse du groupe Saia-Burgess Electronics
- 2001, fondation de Saia-Burgess Controls SA
- 2001, lancement des premiers automates avec serveur web intégré
- 2005, OPA sur le groupe et rachat par Johnson Electric (HK) (en)
- 2006, lancement d'une gamme IHM Micro Browser permettant l'accès direct aux pages des serveurs web des automates
- 2007, homologation MID (Measuring Instrument Directive) des compteurs électriques Saia. Une première européenne pour la gamme 17,5 mm et 70 mm
- 2008, présentation du tout premier IHM Haptic pour l'industrie.
- 2009, présentation officielle des tout premiers écrans tactiles destinés à l'industrie incorporant la technologie "haptic", permettant à l'utilisateur de ressentir par le toucher l'activation d'une zone d'écran, reproduisant le même effet qu'un bouton mécanique (force feedback). Cette technologie innovante a obtenu le 3e prix des "Automation Technology Awards" à la foire SPS/IPC de Nuremberg 2009.
- 2009, lancement d'une nouvelle gamme de compteurs d'énergie compacts avec affichage LCD et communication RS485.
- 2010, la gamme de compteurs d'énergie est étendue par des versions S-Bus, Modbus et M-Bus.
- 2011, lancement d'un automate accueillant simultanément une communication BACnet/IP certifiée BTL et LON/IP.
- 2011, lancement de la nouvelle génération d'automates Saia PCD1 New.
- 2012, lancement de la gamme des IHM web programmables.
- 2012, rachat de la division Saia-Burgess Controls par Honeywell.

Les activités moteur électrique et microrupteur de Saia-Burgess ont été incorporés dans les divisions automotive et industrie de Johnson Electric. 
Saia-Burgess Controls SA porte le développement, la production et la commercialisation des activités automatismes et composants d'installation électrique. Saia-Burgess Controls est présent sur le marché des API (automates programmables industriels) depuis 1978. 
En 2008, Saia-Burgess Controls SA a réalisé un CA de 52 millions d'euros. 
En 2011, Saia-Burgess Controls SA a réalisé un CA de 67 millions d'euros. 
Saia-Burgess Controls possède des filiales en Autriche, Allemagne, Hollande, France, Italie, Suisse, Chine, Hong Kong et aux États-Unis et un réseau d'une quarantaine de revendeurs nationaux. Plus de 80 % du chiffre d'affaires est réalisé à l'exportation, principalement en Europe. 
En octobre 2012, Honeywell annonce le rachat de Saia-Burgess Controls à Johnson Electric pour 130 million de dollars américains. Saia-Burgess Controls sera incorporé à la division Honeywell Environmental and Combustion Controls (ECC) à la fin de la transaction attendue pour fin janvier 2013.[Passage à actualiser]